# José de Garro
Marcos José de Garro Senei de Artola (* 1632 in Mondragón, Guipúzcoa im spanischen Baskenland; † 15. Oktober 1702 in San Sebastián im spanischen Baskenland) war ein spanischer Offizier, Kolonialadministrator und Gouverneur in Tucumán, am Río de la Plata und in Chile.

## Leben

### Herkunft und Jugend
Garro kam als Sohn von Domingo de Garro und seiner Frau María Senei der Artola im Baskenland zur Welt. Er schlug eine Militärkarriere ein, die ihn bis zum Rang eines Maestre de Campo führte. Ab 1671 war er im Orden von Santiago. Nach einem Streit mit einem einflussreichen General, der spanischer Grande war, ging er in die Neue Welt.

### Amtszeit als Gouverneur von Tucumán und Buenos Aires

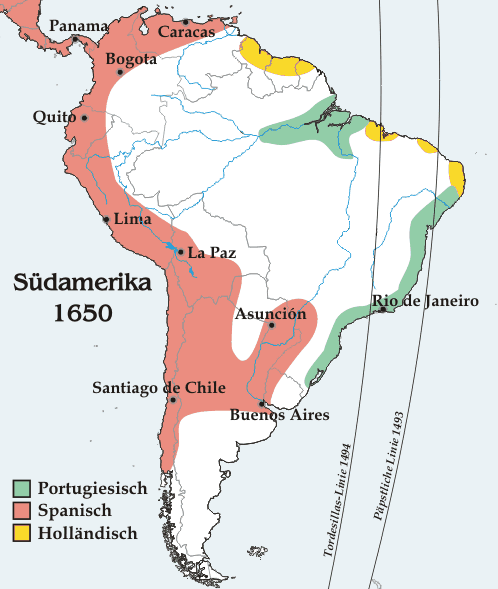
Spanische und portugiesische Gebiete in Südamerika um 1650

Zunächst amtierte er vom 23. März 1674 bis 1678 als Gouverneur von Tucumán in Córdoba, bis er von dort zum Gouverneur von Buenos Aires befördert wurde. Die Portugiesen, denen nach dem Vertrag von Tordesillas das Gebiet östlich etwa des 46. Längengrades als Einflussbereich zugestanden worden war, drangen auf Erweiterung nach Westen und landeten Ende 1679 mit sieben Schiffen auf dem östlichen Ufer des Plata und begründeten gegenüber von Buenos Aires die Kolonie Sacramento. Garro fehlten die militärischen Mittel, um die Invasion zurückzuschlagen; er erbat Hilfe vom Vizekönig von Peru. Mit einer kleinen Armee, die durch Indianer aus den Jesuitenreduktionen von Paraguay ergänzt wurden, gelang es ihm, am 6. August 1680, Sacramento zu stürmen und die portugiesischen Offiziere als Kriegsgefangene nach Chile zu schicken.
Beim spanischen Hof stieß der militärische Bravourstreich auf wenig Gegenliebe. Hier hatte die Diplomatie inzwischen Frieden mit Frankreich und Portugal geschlossen. Sacramento wurde den Portugiesen zurückgegeben und Garro als Gouverneur nach Chile versetzt. Der Streit um die portugiesische Präsenz wurde erst mit dem Vertrag von Utrecht 1713 endgültig beigelegt.

### Amtszeit als Gouverneur von Chile

#### Langwierige Berufung des Nachfolgers von Gouverneur Henríquez
Die Besetzung des Gouverneursamtes von Chile hatte sich zu diesem Zeitpunkt schon in die Länge gezogen. Die Amtszeit von Gouverneur Juan Henríquez de Villalobos dauerte, und die Ablösung war längst beschlossen. Im Dezember 1677 (als Garro noch in Tucumán Gouverneur war) hatte König Karl II. bereits Antonio de Isasis zum Gouverneur bestimmt, doch dieser starb, bevor er die Reise nach Südamerika antreten konnte. 1679 folgte dann die Benennung von Marcos García Rabanal, wie Isasis Ritter des Orden von Santiago. Die Kriegskommission (spanisch: Junta de Guerra) im Indienrat empfahl daraufhin, vorsorglich einen Ersatzkandidaten zu benennen, da der schlechte Gesundheitszustand von García Rabanal einen Amtsantritt als unwahrscheinlich erscheinen ließ. In der Tat starb er während der Überfahrt Ende 1680. So wurde Garro mit königlicher Urkunde vom 27. Juli 1680 zum Gouverneur von Chile bestimmt.

#### Amtsantritt
Anfang 1681 erreichte die Ernennungsurkunde Buenos Aires, gemeinsam mit der Nachricht vom Tode García Rabanals. Garro informierte die Audiencia in Santiago und machte sich ein Jahr später auf den Weg. Er erreichte Santiago de Chile am 24. April 1682, legte den üblichen Amtseid vor dem Stadtrat (spanisch: Cabildo) ab und übernahm die Amtsgeschäfte.

#### Kampf gegen die Mapuche
Zu Beginn seiner Amtszeit führte er mehrere Feldzüge gegen die Mapuche, die im Süden des Landes den Kolonialherren steten Widerstand leisteten. 1684 schlug Garro dem König einen Plan vor, ein Parlamento mit den Anführern einzuberufen und diese zu überwältigen, um den Widerstand zu brechen. Der König lehnte dieses Vorgehen allerdings ab.

#### Kampf gegen die Freibeuter

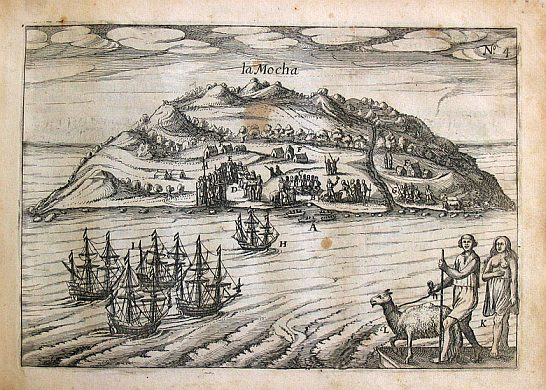
Die Insel Mocha im Jahre 1616

Die Spanier verfügten nicht über die erforderlichen Kräfte, um die langgestreckte Küste Chiles wirksam vor den Angriffen von Piraten zu schützen. Daher verfügte der Vizekönig in Lima am 8. März 1684 die Insel Mocha, unweit von Concepción, zu evakuieren, um die Nachschubversorgung der Piraten auszutrocknen. Zudem unterband Garro den gesamten Seeverkehr, um den Piraten keine Beute zu bieten.
1686 versuchte der Freibeuter Edward Davis einen Angriff auf La Serena, musste sich aber nach Kämpfen wieder zurückziehen.

#### Beginnender Warenschmuggel nach Chile
Zusätzlich zu den räuberischen Piratenangriffen begann Ende des 17. Jahrhunderts ein weiterer Angriff auf die Hoheit der spanischen Krone. Infolge von See-Embargo, hohen Zöllen und dem mühsamen Landweg über den Andenhauptkamm waren viele Importwaren für die Chilenen schlicht unerschwinglich. Englische Schmuggler machten sich das zunutze und begannen mit der illegalen Einfuhr von Waren, die die spanischen Zollvorschriften ignorierte. Später sollten französische und holländische Glücksritter folgen.

#### Ende der Amtszeit
Am 5. Januar 1692 übergab er sein Amt an seinen Nachfolger Tomás Marín González de Poveda. Nachdem es bis zu seiner juristischen Entlastung einige Verzögerungen gab, reiste er im Juni 1693 zurück nach Europa.

### Ämter in Europa
Nach seiner Rückkehr wurde er 1696 zum Gouverneur von Gibraltar ernannt. Später durfte er 1701 in seine baskische Heimat zurückkehren, wo er als Generalkapitän der Provinz Guipúzcoa amtierte und 1702 in San Sebastián starb.